# Alyla Browne
Alyla Browne (Sydney, Austrália, 7 de abril de 2010) é uma atriz australiana. Ela é mais conhecida por estrelar como a jovem Imperatriz Furiosa em Furiosa: Uma Saga Mad Max (2024). Ela também desempenhou o papel-título na série de televisão The Lost Flowers of Alice Hart (2023) e o papel de Maria Robotnik em Sonic 3 - O Filme (2024).

## Biografia
Browne nasceu em Sydney, Nova Gales do Sul. Sua família mudou-se para os Estados Unidos quando ela tinha 6 semanas de idade. O pai dela é um magnata da reciclagem de plástico.
Browne desenvolveu interesse em atuar depois que suas duas irmãs mais velhas começaram a ter aulas no Beverly Hills Playhouse. Ela frequenta uma escola de artes cênicas em Sydney.

## Carreira
Browne começou a atuar em comerciais de televisão quando tinha 6 anos. Ela foi escalada para seu primeiro papel na televisão em Mr Inbetween, uma série de humor negro australiana, em 2019.
Browne apareceu como filha de Masha Dmitrichenko em Nine Perfect Strangers, Alice Hart em The Lost Flowers of Alice Hart, a jovem Alithea Binnie em Three Thousand Years of Longing e Verity no filme australiano de 2023 The Secret Kingdom.
Em 2021, Browne foi escalada como a jovem Imperatriz Furiosa em Furiosa: Uma Saga Mad Max. O diretor George Miller disse que ela o lembrava de uma jovem Furiosa e que ela o impressionou enquanto fazia espacate no set durante as filmagens de Three Thousand Years of Longing. Rachel Handler, do Vulture, observou que a recepção de Browne na estreia do filme em Cannes em 2024 foi "a mais barulhenta e entusiasmada", além da recepção ao próprio Miller.
Em fevereiro de 2024, Browne foi escalada como Maria Robotnik em Sonic 3 - O Filme. Ela estrelou como Charlotte no filme de terror de 2024 Sting - Aranha Assassina, que foi lançado em abril.

## Vida pessoal
Browne é uma amante dos animais e patinadora. Ela tinha uma aranha saltadora de estimação, que ela soltou. Ela vai para uma escola de artes cênicas em Sydney com seu namorado Josh Zirwanda.

## Filmografia
| † | Denota produções que ainda não foram lançadas |

### Cinema
| Ano  | Título original                 | Título no Brasil          | Título em Portugal        | Papel                    |
| ---- | ------------------------------- | ------------------------- | ------------------------- | ------------------------ |
| 2020 | Children of the Corn            | -                         | -                         | Angela Pratt             |
| 2022 | Three Thousand Years of Longing | Era uma Vez um Gênio      | Três Mil Anos de Desejo   | Alithea Binnie           |
| 2023 | The Secret Kingdom              | -                         | -                         | Verity                   |
| 2023 | True Spirit                     | -                         | -                         | Jessica jovem            |
| 2024 | Sting                           | Sting - Aranha Assasina   | Sting - Aranha Assasina   | Charlotte                |
| 2024 | Furiosa: A Mad Max Saga         | Furiosa: Uma Saga Mad Max | Furiosa: Uma Saga Mad Max | Imperatriz Furiosa jovem |
| 2024 | Sonic the Hedgehog 3            | Sonic 3 - O Filme         | Sonic 3 - O Filme         | Maria Robotnik           |

### Televisião
| Ano  | Título original                | Título no Brasil                 | Título em Portugal | Papel      |
| ---- | ------------------------------ | -------------------------------- | ------------------ | ---------- |
| 2019 | Mr Inbetween                   | -                                | -                  | Maddy      |
| 2021 | Nine Perfect Strangers         | Nove Desconhecidos               | -                  | Tatiana    |
| 2023 | The Lost Flowers of Alice Hart | As Flores Perdidas de Alice Hart | -                  | Alice Hart |

## Prêmios e nomeações
| Ano  | Prêmio              | Categoria                                                      | Trabalho indicado              | Resultado |             |
| ---- | ------------------- | -------------------------------------------------------------- | ------------------------------ | --------- | ----------- |
| 2024 | Young Artist Awards | Melhor Performance em Série de Streaming: Melhor Artista Jovem | The Lost Flowers of Alice Hart | Indicado  | [ 7 ] [ 8 ] |
| 2024 | Logie Awards        | Prêmio Graham Kennedy para o Novo Talento Mais Popular         | The Lost Flowers of Alice Hart | Indicado  | [ 9 ]       |